# María López Córdova
María Magdalena López Córdova (Piura, 27 de mayo de 1965) es una psicóloga y política peruana. Fue congresista de la República para el período 2011-2016 por la región de Áncash.

## Biografía
Nació en el distrito de Chalaco, en el Departamento de Piura, el 27 de mayo de 1989.
Obtuvo un certificado de especialización en enfermería técnica en el instituto superior Daniel Alcides Carrión.
Curso estudios de psicología en la Universidad San Martín de Porres, En su afán constante de mejorar como persona y profesional, siguió estudios de especialización en Gobernabilidad, Gerencia y Gestión Pública en la Pontificia Universidad Católica del Perú y la Universidad George Washington – Estados Unidos.
Los estudios realizados y las experiencias de vida la llevaron a trabajar en programas de labor social con campañas médicas a nivel nacional, como cuando trabajó en el INABIF con niños y jóvenes en situación de abandono. Así mismo, formó parte de Cooperación Popular en el área de organismos juveniles en coordinación y supervisión de las diferentes áreas de esta entidad. Además, goza de experiencia en el ámbito de la micro y mediana empresa en rubros como deporte, educación, agricultura, entre otros.

## Vida política
Fue militante del partido Cambio 90, fundado por el expresidente Alberto Fujimori, desde el año 1990, destacando como líder de base de juventudes. Entre los años 1996 y 2001 trabajó en el Congreso.  

### Congresista de la República
En las elecciones generales del 2011, postuló como candidata al Congreso de la República por la circunscripción de Áncash por el partido Fuerza 2011. Obtuvo 28.948 votos preferenciales, resultando electa congresista para el período parlamentario 2011-2016.
En el año 2013, fue acusada por el Ministerio Público por el delito de enriquecimiento ilícito al encontrarse un supuesto desbalance patrimonial. El 24 de junio de 2016, la Sala Penal de Apelaciones de la Corte Superior de Justicia de Lima, conformada por los jueces superiores Susana Castañeda Otsu (presidenta), Bonifacio Meneses Gonzales (director de debates) y Saúl Peña Farfán, revocó la sentencia condenatoria que pesaba en su contra y los absolvió de toda responsabilidad.